# Karel I van Oostenrijk
Karl Franz Joseph Ludwig Hubert Georg Otto Maria von Österreich (Persenbeug-Gottsdorf, 17 augustus 1887 - Funchal, Madeira, 1 april 1922) was van 1916 tot 1918 als Karel I (Karl I.) de laatste keizer van Oostenrijk, als Karel IV (Hongaars: IV. Károly, Kroatisch: Karlo IV.) koning van Hongarije en Kroatië en als Karel III (Tsjechisch: Karel III.) koning van Bohemen. Hij wordt in de Rooms-Katholieke Kerk als zalige vereerd.

## Leven

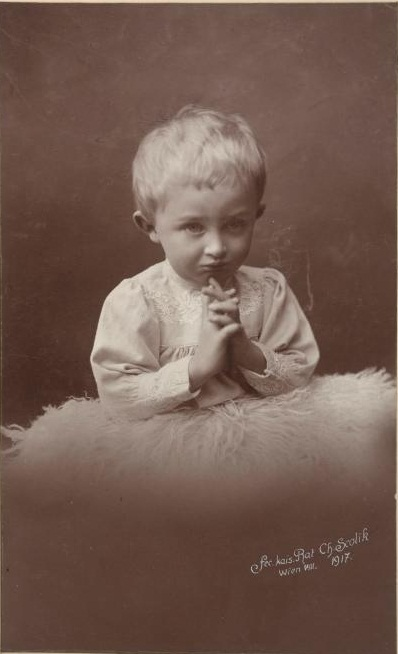
Karl als kind, c. 1889

Karl was de oudste zoon van aartshertog Otto Frans (1865-1906) en Maria Josepha van Saksen (1867-1944), dochter van koning George van Saksen. Na de moord op zijn oom Frans Ferdinand (1914) werd Karl kroonprins en volgde in 1916 zijn oudoom Frans Jozef I op als keizer van Oostenrijk en koning van Hongarije. Op 30 december 1916 werd hij, volgens de traditie, in Boedapest door de Hongaarse primaat, de aartsbisschop van Esztergom, János Csernoch (1852-1927) met de Stefanskroon tot koning gekroond. Karl is nooit formeel tot Oostenrijks monarch gekroond. In 1917 probeerde hij tevergeefs nog de Eerste Wereldoorlog te beëindigen. Zijn vredesvoorstellen werden, zowel van Duitse, als geallieerde zijde, niet geaccepteerd, mede als gevolg van de Sixtus-affaire. De Oostenrijks-Hongaarse legers stortten in de loop van 1918 in. Na de verloren oorlog werd de Dubbelmonarchie Oostenrijk-Hongarije ontbonden en moest Karl zijn kronen neerleggen. Vanuit Zwitserland trachtte hij in 1921 tevergeefs weer op de Hongaarse troon te komen. Hij werd daarop verbannen naar Madeira, waar hij in 1922 stierf aan de complicaties van een longontsteking. Karel is bijgezet in de kerk van Monte, op Madeira. Zijn zoon Otto volgde hem op als hoofd van het huis Habsburg-Lotharingen.

## Zaligverklaring

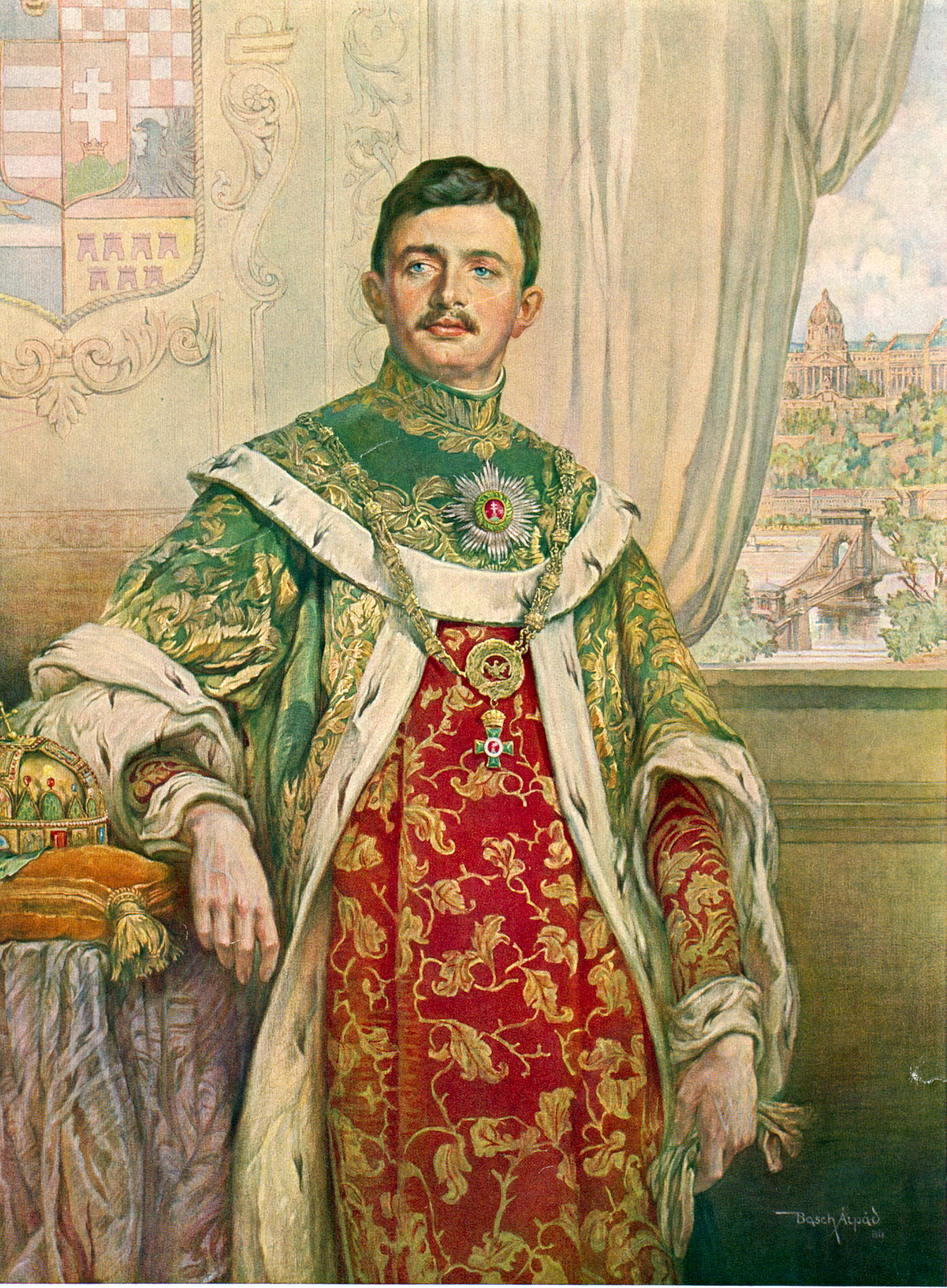
Karl in de mantel van de Orde van de Heilige Stefanus

Op zondag 3 oktober 2004 werd Karl op het Sint-Pietersplein in Rome zalig verklaard door paus Johannes Paulus II. Interessant om te vermelden is het feit dat de paus, wiens doopnaam Karol was, door zijn vader naar de keizer vernoemd was. De vader van Johannes Paulus II, ook Karol genaamd, was een soldaat in het Oostenrijks-Hongaars leger en had veel bewondering voor Karl.
"Ik hoop dat keizer Karl zal fungeren als een voorbeeld, vooral voor hen met politieke verantwoordelijkheden in Europa", waren de woorden van paus Johannes Paulus II, waarmee hij doelde op de pogingen van Karl I om vrede te bewerkstelligen tijdens de Eerste Wereldoorlog. De president van Oostenrijk, de sociaaldemocraat Heinz Fischer, was om diverse redenen niet aanwezig bij de zaligverklaring.
De keizer is de laatste persoon die door Johannes Paulus II zalig is verklaard. Karls feestdag is op 21 oktober, en hij is de patroon van Madeira.

## Huwelijk en kinderen
Karl trouwde in 1911 met Zita van Bourbon-Parma, dochter van Robert I van Parma. Uit het huwelijk werden acht kinderen geboren, waarvan de laatste, Elisabeth, na de dood van Karl geboren werd:
- Otto (1912-2011)
- Adelheid (1914-1971)
- Robert (1915-1996), vader van aartshertog Lorenz, die de schoonzoon werd van koning Albert II van België
- Felix (1916-2011)
- Karel Lodewijk (1918-2007), vader van aartshertog Carl Christian, die de schoonzoon werd van groothertog Jan van Luxemburg
- Rudolf (1919-2010)
- Charlotte (1921-1989)
- Elisabeth (1922-1993)

## Kwartierstaat
| Frans Karel van Oostenrijk (1802-1878) | Frans Karel van Oostenrijk (1802-1878) | Frans Karel van Oostenrijk (1802-1878) | Frans Karel van Oostenrijk (1802-1878) | Frans Karel van Oostenrijk (1802-1878)    | Frans Karel van Oostenrijk (1802-1878)    | Sophie van Beieren (1805-1872)            | Sophie van Beieren (1805-1872)            | Sophie van Beieren (1805-1872)            | Sophie van Beieren (1805-1872)            | Sophie van Beieren (1805-1872)        | Sophie van Beieren (1805-1872)        |                                       |                                       | Ferdinand II der Beide Siciliën (1810-1859) | Ferdinand II der Beide Siciliën (1810-1859) | Ferdinand II der Beide Siciliën (1810-1859)      | Ferdinand II der Beide Siciliën (1810-1859)      | Ferdinand II der Beide Siciliën (1810-1859)      | Ferdinand II der Beide Siciliën (1810-1859)      | Theresia van Oostenrijk (1816-1867)              | Theresia van Oostenrijk (1816-1867)              | Theresia van Oostenrijk (1816-1867) | Theresia van Oostenrijk (1816-1867) | Theresia van Oostenrijk (1816-1867) | Theresia van Oostenrijk (1816-1867) |  |  | Johan van Saksen (1801-1873) | Johan van Saksen (1801-1873) | Johan van Saksen (1801-1873)                  | Johan van Saksen (1801-1873)                  | Johan van Saksen (1801-1873)                  | Johan van Saksen (1801-1873)                  | Amalia Augusta van Beieren (1801-1877)        | Amalia Augusta van Beieren (1801-1877)        | Amalia Augusta van Beieren (1801-1877) | Amalia Augusta van Beieren (1801-1877) | Amalia Augusta van Beieren (1801-1877) | Amalia Augusta van Beieren (1801-1877) |                                      |                                      | Ferdinand II van Portugal (1816-1885) | Ferdinand II van Portugal (1816-1885) | Ferdinand II van Portugal (1816-1885) | Ferdinand II van Portugal (1816-1885) | Ferdinand II van Portugal (1816-1885) | Ferdinand II van Portugal (1816-1885) | Maria II van Portugal (1819-1853)   | Maria II van Portugal (1819-1853)   | Maria II van Portugal (1819-1853) | Maria II van Portugal (1819-1853) | Maria II van Portugal (1819-1853) | Maria II van Portugal (1819-1853) |  |  |  |  |  |  |  |  |  |  |  |  |  |  |  |  |  |  |  |  |  |  |  |  |  |  |  |  |  |  |  |  |  |  |  |  |  |  |  |  |  |  |  |  |  |  |  |  |
| Frans Karel van Oostenrijk (1802-1878) | Frans Karel van Oostenrijk (1802-1878) | Frans Karel van Oostenrijk (1802-1878) | Frans Karel van Oostenrijk (1802-1878) | Frans Karel van Oostenrijk (1802-1878)    | Frans Karel van Oostenrijk (1802-1878)    | Sophie van Beieren (1805-1872)            | Sophie van Beieren (1805-1872)            | Sophie van Beieren (1805-1872)            | Sophie van Beieren (1805-1872)            | Sophie van Beieren (1805-1872)        | Sophie van Beieren (1805-1872)        |                                       |                                       | Ferdinand II der Beide Siciliën (1810-1859) | Ferdinand II der Beide Siciliën (1810-1859) | Ferdinand II der Beide Siciliën (1810-1859)      | Ferdinand II der Beide Siciliën (1810-1859)      | Ferdinand II der Beide Siciliën (1810-1859)      | Ferdinand II der Beide Siciliën (1810-1859)      | Theresia van Oostenrijk (1816-1867)              | Theresia van Oostenrijk (1816-1867)              | Theresia van Oostenrijk (1816-1867) | Theresia van Oostenrijk (1816-1867) | Theresia van Oostenrijk (1816-1867) | Theresia van Oostenrijk (1816-1867) |  |  | Johan van Saksen (1801-1873) | Johan van Saksen (1801-1873) | Johan van Saksen (1801-1873)                  | Johan van Saksen (1801-1873)                  | Johan van Saksen (1801-1873)                  | Johan van Saksen (1801-1873)                  | Amalia Augusta van Beieren (1801-1877)        | Amalia Augusta van Beieren (1801-1877)        | Amalia Augusta van Beieren (1801-1877) | Amalia Augusta van Beieren (1801-1877) | Amalia Augusta van Beieren (1801-1877) | Amalia Augusta van Beieren (1801-1877) |                                      |                                      | Ferdinand II van Portugal (1816-1885) | Ferdinand II van Portugal (1816-1885) | Ferdinand II van Portugal (1816-1885) | Ferdinand II van Portugal (1816-1885) | Ferdinand II van Portugal (1816-1885) | Ferdinand II van Portugal (1816-1885) | Maria II van Portugal (1819-1853)   | Maria II van Portugal (1819-1853)   | Maria II van Portugal (1819-1853) | Maria II van Portugal (1819-1853) | Maria II van Portugal (1819-1853) | Maria II van Portugal (1819-1853) |  |  |  |  |  |  |  |  |  |  |  |  |  |  |  |  |  |  |  |  |  |  |  |  |  |  |  |  |  |  |  |  |  |  |  |  |  |  |  |  |  |  |  |  |  |  |  |  |
|                                        |                                        |                                        |                                        |                                           |                                           |                                           |                                           |                                           |                                           |                                       |                                       |                                       |                                       |                                             |                                             |                                                  |                                                  |                                                  |                                                  |                                                  |                                                  |                                     |                                     |                                     |                                     |  |  |                              |                              |                                               |                                               |                                               |                                               |                                               |                                               |                                        |                                        |                                        |                                        |                                      |                                      |                                       |                                       |                                       |                                       |                                       |                                       |                                     |                                     |                                   |                                   |                                   |                                   |  |  |  |  |  |  |  |  |  |  |  |  |  |  |  |  |  |  |  |  |  |  |  |  |  |  |  |  |  |  |  |  |  |  |  |  |  |  |  |  |  |  |  |  |  |  |  |  |
|                                        |                                        |                                        |                                        | Karel Lodewijk van Oostenrijk (1833-1896) | Karel Lodewijk van Oostenrijk (1833-1896) | Karel Lodewijk van Oostenrijk (1833-1896) | Karel Lodewijk van Oostenrijk (1833-1896) | Karel Lodewijk van Oostenrijk (1833-1896) | Karel Lodewijk van Oostenrijk (1833-1896) |                                       |                                       |                                       |                                       |                                             |                                             | Maria Annunciata van Bourbon-Sicilië (1843-1871) | Maria Annunciata van Bourbon-Sicilië (1843-1871) | Maria Annunciata van Bourbon-Sicilië (1843-1871) | Maria Annunciata van Bourbon-Sicilië (1843-1871) | Maria Annunciata van Bourbon-Sicilië (1843-1871) | Maria Annunciata van Bourbon-Sicilië (1843-1871) |                                     |                                     |                                     |                                     |  |  |                              |                              |                                               |                                               | George van Saksen (1832-1904)                 | George van Saksen (1832-1904)                 | George van Saksen (1832-1904)                 | George van Saksen (1832-1904)                 | George van Saksen (1832-1904)          | George van Saksen (1832-1904)          |                                        |                                        |                                      |                                      |                                       |                                       | Maria Anna van Portugal (1843-1884)   | Maria Anna van Portugal (1843-1884)   | Maria Anna van Portugal (1843-1884)   | Maria Anna van Portugal (1843-1884)   | Maria Anna van Portugal (1843-1884) | Maria Anna van Portugal (1843-1884) |                                   |                                   |                                   |                                   |  |  |  |  |  |  |  |  |  |  |  |  |  |  |  |  |  |  |  |  |  |  |  |  |  |  |  |  |  |  |  |  |  |  |  |  |  |  |  |  |  |  |  |  |  |  |  |  |
|                                        |                                        |                                        |                                        | Karel Lodewijk van Oostenrijk (1833-1896) | Karel Lodewijk van Oostenrijk (1833-1896) | Karel Lodewijk van Oostenrijk (1833-1896) | Karel Lodewijk van Oostenrijk (1833-1896) | Karel Lodewijk van Oostenrijk (1833-1896) | Karel Lodewijk van Oostenrijk (1833-1896) |                                       |                                       |                                       |                                       |                                             |                                             | Maria Annunciata van Bourbon-Sicilië (1843-1871) | Maria Annunciata van Bourbon-Sicilië (1843-1871) | Maria Annunciata van Bourbon-Sicilië (1843-1871) | Maria Annunciata van Bourbon-Sicilië (1843-1871) | Maria Annunciata van Bourbon-Sicilië (1843-1871) | Maria Annunciata van Bourbon-Sicilië (1843-1871) |                                     |                                     |                                     |                                     |  |  |                              |                              |                                               |                                               | George van Saksen (1832-1904)                 | George van Saksen (1832-1904)                 | George van Saksen (1832-1904)                 | George van Saksen (1832-1904)                 | George van Saksen (1832-1904)          | George van Saksen (1832-1904)          |                                        |                                        |                                      |                                      |                                       |                                       | Maria Anna van Portugal (1843-1884)   | Maria Anna van Portugal (1843-1884)   | Maria Anna van Portugal (1843-1884)   | Maria Anna van Portugal (1843-1884)   | Maria Anna van Portugal (1843-1884) | Maria Anna van Portugal (1843-1884) |                                   |                                   |                                   |                                   |  |  |  |  |  |  |  |  |  |  |  |  |  |  |  |  |  |  |  |  |  |  |  |  |  |  |  |  |  |  |  |  |  |  |  |  |  |  |  |  |  |  |  |  |  |  |  |  |
|                                        |                                        |                                        |                                        |                                           |                                           |                                           |                                           |                                           |                                           | Otto Frans van Oostenrijk (1865-1906) | Otto Frans van Oostenrijk (1865-1906) | Otto Frans van Oostenrijk (1865-1906) | Otto Frans van Oostenrijk (1865-1906) | Otto Frans van Oostenrijk (1865-1906)       | Otto Frans van Oostenrijk (1865-1906)       |                                                  |                                                  |                                                  |                                                  |                                                  |                                                  |                                     |                                     |                                     |                                     |  |  |                              |                              |                                               |                                               |                                               |                                               |                                               |                                               |                                        |                                        | Maria Josepha van Saksen (1866-1944)   | Maria Josepha van Saksen (1866-1944)   | Maria Josepha van Saksen (1866-1944) | Maria Josepha van Saksen (1866-1944) | Maria Josepha van Saksen (1866-1944)  | Maria Josepha van Saksen (1866-1944)  |                                       |                                       |                                       |                                       |                                     |                                     |                                   |                                   |                                   |                                   |  |  |  |  |  |  |  |  |  |  |  |  |  |  |  |  |  |  |  |  |  |  |  |  |  |  |  |  |  |  |  |  |  |  |  |  |  |  |  |  |  |  |  |  |  |  |  |  |
|                                        |                                        |                                        |                                        |                                           |                                           |                                           |                                           |                                           |                                           | Otto Frans van Oostenrijk (1865-1906) | Otto Frans van Oostenrijk (1865-1906) | Otto Frans van Oostenrijk (1865-1906) | Otto Frans van Oostenrijk (1865-1906) | Otto Frans van Oostenrijk (1865-1906)       | Otto Frans van Oostenrijk (1865-1906)       |                                                  |                                                  |                                                  |                                                  |                                                  |                                                  |                                     |                                     |                                     |                                     |  |  |                              |                              |                                               |                                               |                                               |                                               |                                               |                                               |                                        |                                        | Maria Josepha van Saksen (1866-1944)   | Maria Josepha van Saksen (1866-1944)   | Maria Josepha van Saksen (1866-1944) | Maria Josepha van Saksen (1866-1944) | Maria Josepha van Saksen (1866-1944)  | Maria Josepha van Saksen (1866-1944)  |                                       |                                       |                                       |                                       |                                     |                                     |                                   |                                   |                                   |                                   |  |  |  |  |  |  |  |  |  |  |  |  |  |  |  |  |  |  |  |  |  |  |  |  |  |  |  |  |  |  |  |  |  |  |  |  |  |  |  |  |  |  |  |  |  |  |  |  |
|                                        |                                        |                                        |                                        |                                           |                                           |                                           |                                           |                                           |                                           |                                       |                                       |                                       |                                       |                                             |                                             |                                                  |                                                  |                                                  |                                                  |                                                  |                                                  |                                     |                                     |                                     |                                     |  |  |                              |                              |                                               |                                               |                                               |                                               |                                               |                                               |                                        |                                        |                                        |                                        |                                      |                                      |                                       |                                       |                                       |                                       |                                       |                                       |                                     |                                     |                                   |                                   |                                   |                                   |  |  |  |  |  |  |  |  |  |  |  |  |  |  |  |  |  |  |  |  |  |  |  |  |  |  |  |  |  |  |  |  |  |  |  |  |  |  |  |  |  |  |  |  |  |  |  |  |
|                                        |                                        |                                        |                                        |                                           |                                           |                                           |                                           |                                           |                                           |                                       |                                       |                                       |                                       |                                             |                                             |                                                  |                                                  |                                                  |                                                  |                                                  |                                                  |                                     |                                     |                                     |                                     |  |  |                              |                              |                                               |                                               |                                               |                                               |                                               |                                               |                                        |                                        |                                        |                                        |                                      |                                      |                                       |                                       |                                       |                                       |                                       |                                       |                                     |                                     |                                   |                                   |                                   |                                   |  |  |  |  |  |  |  |  |  |  |  |  |  |  |  |  |  |  |  |  |  |  |  |  |  |  |  |  |  |  |  |  |  |  |  |  |  |  |  |  |  |  |  |  |  |  |  |  |
|                                        |                                        |                                        |                                        |                                           |                                           |                                           |                                           |                                           |                                           |                                       |                                       |                                       |                                       |                                             |                                             |                                                  |                                                  | Karel I van Oostenrijk (1887-1922)               | Karel I van Oostenrijk (1887-1922)               | Karel I van Oostenrijk (1887-1922)               | Karel I van Oostenrijk (1887-1922)               | Karel I van Oostenrijk (1887-1922)  | Karel I van Oostenrijk (1887-1922)  |                                     |                                     |  |  |                              |                              | Maximiliaan Eugeen van Oostenrijk (1895-1952) | Maximiliaan Eugeen van Oostenrijk (1895-1952) | Maximiliaan Eugeen van Oostenrijk (1895-1952) | Maximiliaan Eugeen van Oostenrijk (1895-1952) | Maximiliaan Eugeen van Oostenrijk (1895-1952) | Maximiliaan Eugeen van Oostenrijk (1895-1952) |                                        |                                        |                                        |                                        |                                      |                                      |                                       |                                       |                                       |                                       |                                       |                                       |                                     |                                     |                                   |                                   |                                   |                                   |  |  |  |  |  |  |  |  |  |  |  |  |  |  |  |  |  |  |  |  |  |  |  |  |  |  |  |  |  |  |  |  |  |  |  |  |  |  |  |  |  |  |  |  |  |  |  |  |